# 德羅戈米什利
50°2′57″N 23°17′3″E / 50.04917°N 23.28417°E
德羅戈米什利（烏克蘭語：Дрогомишль），是烏克蘭的村落，位於該國西部利沃夫州，由亞沃里夫區負責管轄，始建於1497年，面積1.91平方公里，海拔高度250米，2024年人口1,000，人口密度每平方公里616.68人。